# Ari Ercílio Barbosa
Ari Ercílio Barbosa, conhecido como Ari ou Ari Ercílio, (Porto Alegre, 18 de agosto de 1941 — Rio de Janeiro, 18 de novembro de 1972 foi um futebolista brasileiro que atuou como zagueiro, lateral-direito.
Campeão gaúcho em 1961, único título estadual do Inter entre 13 anos (1956 a 1968) e tricampeão pelo Grêmio.
Disputou 21 partidas pelo Fluminense no ano de 1972, com 9 vitórias, 4 empates e 8 derrotas, sem marcar gols.
Morreu afogado enquanto pescava perto do Viaduto do Rei Alberto, a Gruta da Imprensa no Rio de Janeiro.

## Títulos
Internacional
- Campeonato Gaúcho: 1961

Seleção Brasileira
- Taça Bernardo O'Higgins: 1966

Grêmio
- Campeonato Gaúcho: 1967, 1968